# Райх, Лилли
Лилли Райх (16 июня 1885 — 14 декабря 1947) — немецкий дизайнер-модернист, декоратор, костюмер и стилист, тесно сотрудничала с одним из самых известных архитекторов 20-го века Людвигом Мис Ван дер Роэ в течение более десяти лет в конце 1920-х и 30-х годах. Стала знаменитой уже после смерти.

## Биография и карьера

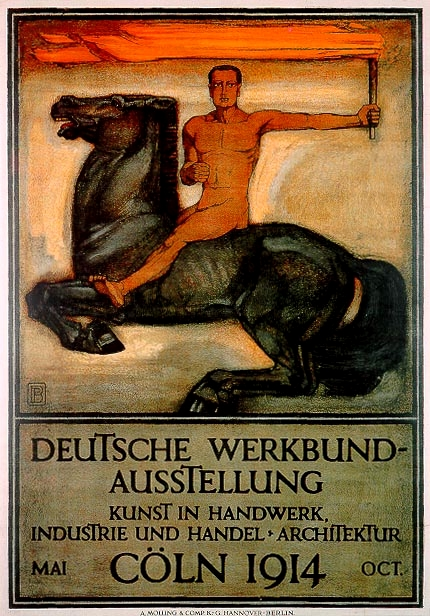
Плакат выставки Deutscher Werkbund в Кёльне в 1914 году

Лилли Райх родилась в Берлине в 1885 году. После учебы в средней школе она начала работать в качестве ученика вышивальщика на швейной машинке. Этот опыт пробуждает её интерес к контрасту текстур и материалов, развивает навыки использования тканей.

### Начало карьеры
В Вене в 1908 году она использовала свои навыки вышивания на работе в Венской мастерской Йозефа Хоффмана — компании по производству визуальных искусств, состоящей из дизайнеров, художников и архитекторов. В 1911 году она вернулась в Берлин и открыла свою собственную студию дизайна интерьера и моды, и именно как дизайнер-декоратор она получает свой первый заказ. В то время она подружилась с архитектором Германом Мутезиусом и его женой Анной Мутезиус — самоучкой в дизайне интерьера и моде, пионером движения за удобную, свободную и плавную одежду, обеспечивающую большую свободу передвижения, чтобы освободить женщин от оков, в которые их заключала мода XIX века.
В 1912 году Лилли создает макет квартиры для выставки «Женщина дома и на работе» нем. Die Frau in Haus und Beruf в Берлине. Тогда обсуждался вопрос о строительстве квартир, которые рабочие могли бы купить без особых долгов, и архитекторы-мужчины из движения в стиле модерн разрабатывали проекты, идущие в этом направлении. Искусствовед Пауль Вестхайм раскритиковал её работу и высказал широко распространенное в то время мнение о том, что женщины обладают талантами в отделке интерьера, но не в архитектуре.
В том же 1912 году она присоединилась к объединению Немецкий Веркбунд нем. Deutscher Werkbund, или Германскому производственному союзу — ассоциации художников, архитекторов, дизайнеров и промышленников, основанной в 1907 году для повышения конкурентоспособности немецкой промышленности на международном рынке. В том же году она спроектировала пример квартиры для рабочего класса в берлинском Геверксхафтсхаусе, или Доме профсоюзов. Он получил много похвал за ясность и функционализм обстановки.
В 1914 году Веркбунд организует свою первую выставку в Кёльне, и приглашает своих женских членов принять участие в «Доме женщины» нем. Haus der Frau — павильоне, посвященном женщинам. Павильон был спроектирован берлинским архитектором Маргаритой Кнуппельхольц-Розер и основан на функционализме и рациональном использовании новых строительных материалов: простые линии и отсутствие декора. Внутри все экспонаты были продуманы и изготовлены женщинами. Лилли создает галереи витрин магазинов у главного входа в здание.

### 20-е годы: поворотный момент карьеры
В период Первой мировой войны Лилли превратила свою мастерскую в швейную, затем в одиночку возобновила карьеру дизайнера. Репутация студии, в которой она разрабатывает одежду, модные аксессуары, витрины, мебель и интерьеры, растет, и в 1920 году она стала первой женщиной, избранной в руководящий совет Веркбунда.

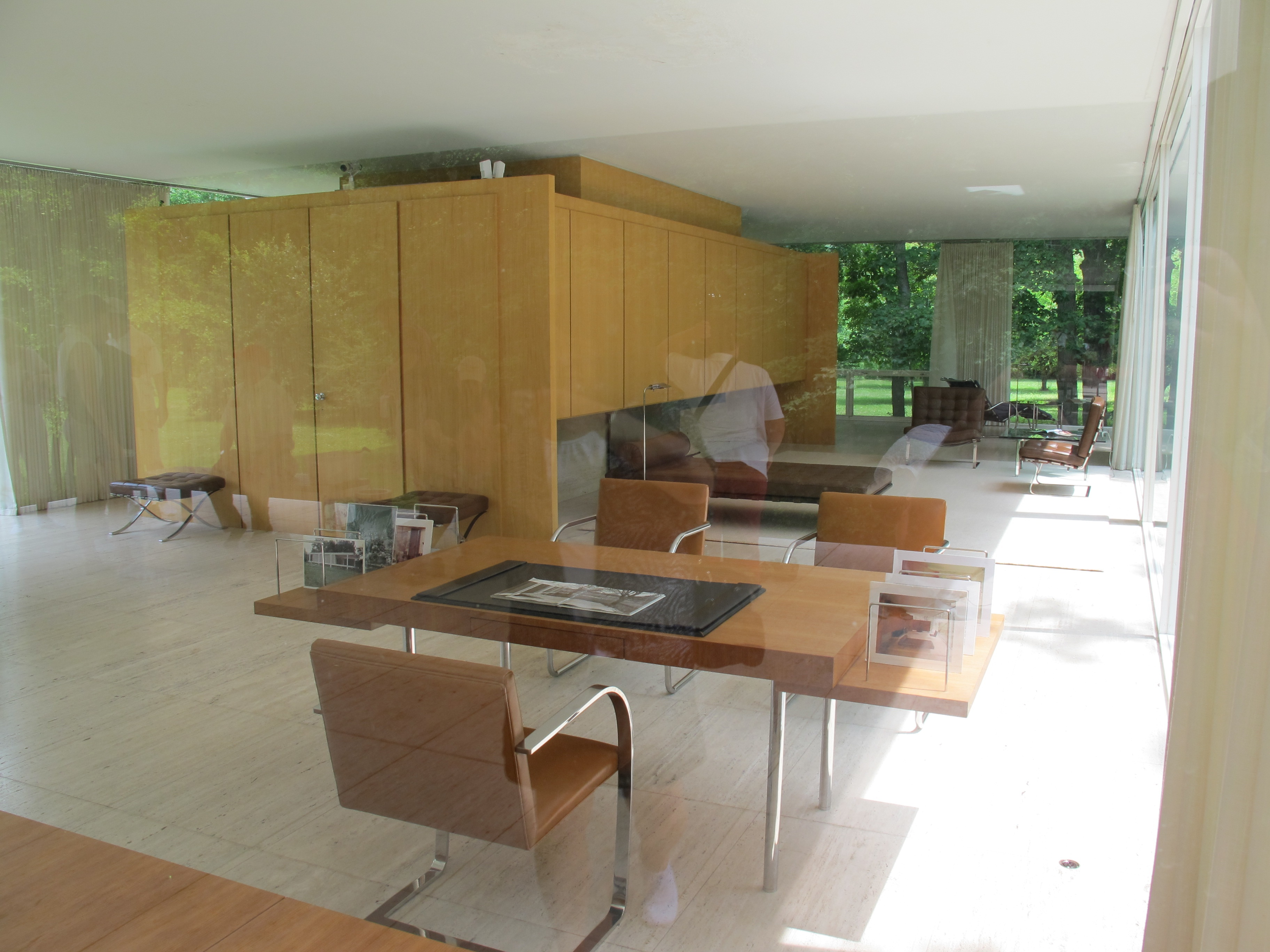
Стулья Брно в интерьере дома Фарнсуорт

С 1924 по 1926 год она работала в Messeamt — в офисе торговой выставки во Франкфурте-на-Майне, и отвечала за организацию и проектирование торговых и выставочных павильонов. Именно там она познакомилась с Людвигом Мисом ван дер Роэ, вице-президентом Deutscher Werkbund. В 1927 году они вдвоем работали над выставкой «Жилище» нем. Die Wohnung в Штутгарте для Веркбунда. Она разработала множество интерьеров для этой выставки, в том числе «Жилое пространство в зеркальном стекле» нем. Wohnraum in Spiegelglas. Фактически они были знакомы до этого, но именно их сотрудничество на этой успешной выставке ознаменовало начало как профессиональных, так и личных отношений. В конце двадцатых годов они участвовали и в проектах по заказу частных лиц, и в ряде выставок в странах Европы. В это время ими был создан стул "Брно" для спальни Виллы Тугендхат в Чешской Республике.

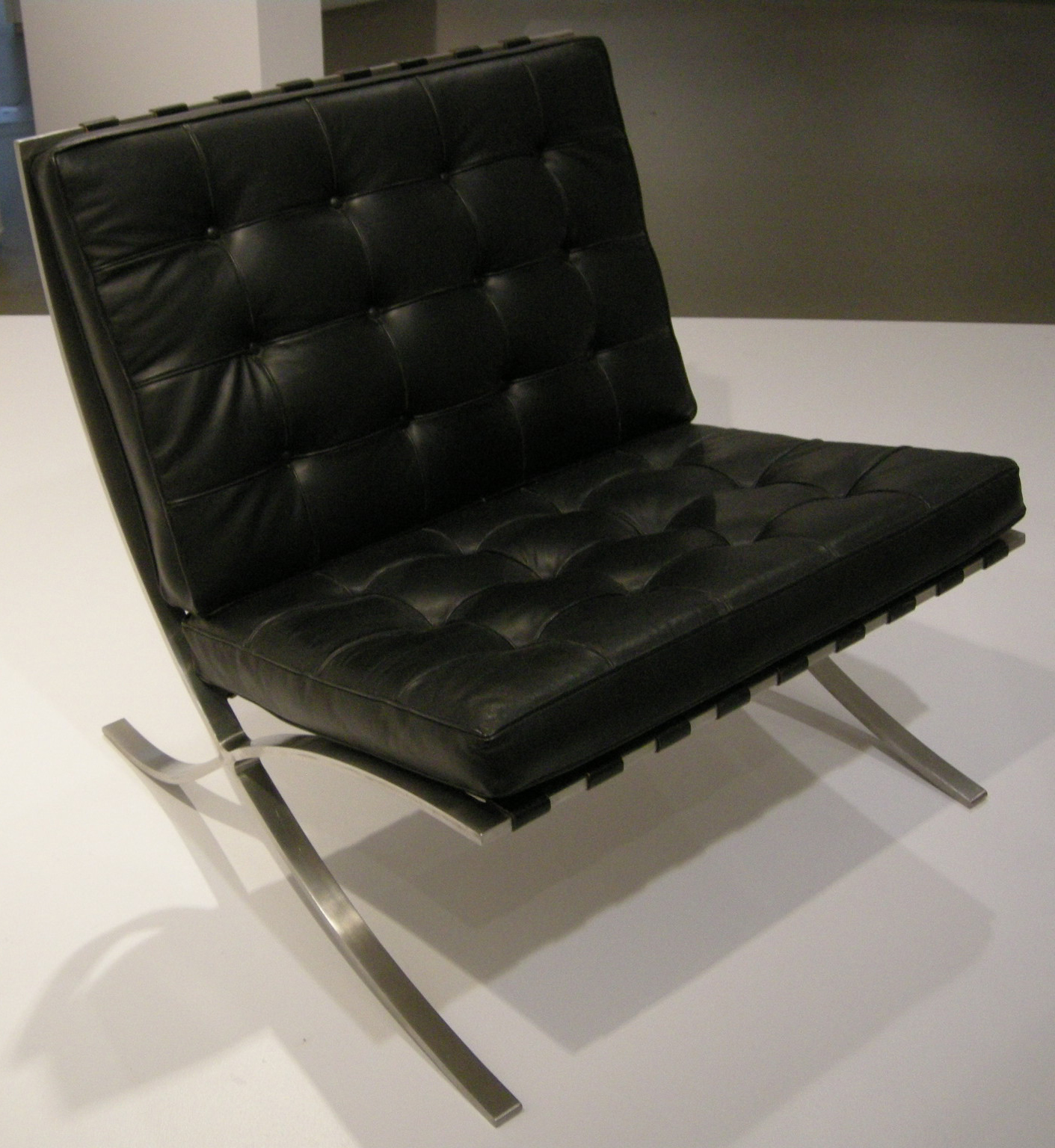
Кресло Барселона

Во время своей карьеры Лилли проектировала витрины магазинов, выставочные стенды и модные атрибуты. В 1929 году она стала художественным руководителем Немецкого вклада на Всемирной выставке в Барселоне, где Ван дер Роэ спроектировал свой всемирно известный павильон. Именно здесь впервые представили знаменитое кресло "Барселона". Этот павильон особо отметили за их дизайнерские старания.

### 30-е годы: выставки и работа в Баухаус
Помимо дизайнера интерьера и выставок, Лилли была известена как дизайнер мебели. В то время она была единственной женщиной, которая создала для немецкой промышленности целую линию мебели из стальных труб. Её творения производятся и продаются компанией Bamberg Metalwerkstatten, которая также производит мебель Ван дер Роэ. Она получает несколько заказов на оформление интерьеров и продолжает свою работу с Werkbund.
В 1931 году она была назначена художественным руководителем и архитектором для немецкой части выставки «Среда обитания нашего времени» нем. Die Wohnung unserer Zeit в Берлине. Она отвечала за пять инсталляций: материалы, квартира для супружеской пары, холостяцкая квартира, одноэтажный дом и мебель в интерьере. По чертежам, которые она рисовала, можно судить о точности её исследований и внимании к деталям. Она переосмысливает и организует внутреннее пространство, опираясь на исследования Эрны Мейер и Кристин Фредерик. Для холостяцкой квартиры она создает кухонный шкаф с раковиной, плитой, полками, ящиками и откидным столом, которые можно скрыть закрывающимися панелями.

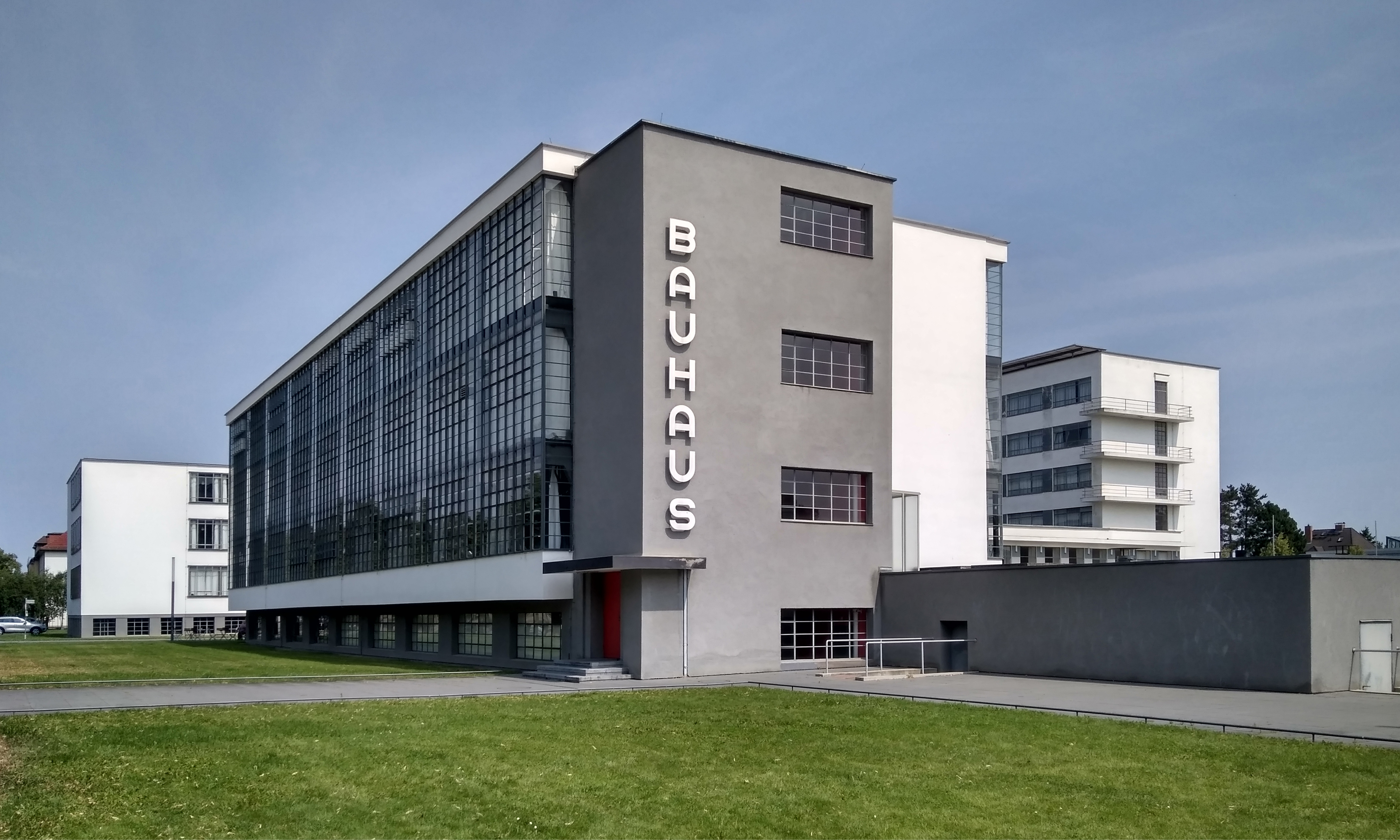
Баухаус, Дессау

В 1932 году Ван дер Роэ предложил Лилли преподавать в Баухаузе и руководить мастерской дизайна интерьера. Вскоре после этого, в 1933 году, Баухаус был закрыт нацистами, которые рассматривали их работу как «дегенеративное искусство, вероятно, под влиянием евреев». В том же году нацисты захватили Веркбунд, а в 1934 году распустили объединение, которое затем сменилось организацией, выстроенной в соответствии с директивами национал-социалистической партии. Лилли продолжала там работать, при этом не вступая в партию, и приняла участие в нескольких выставках, организованных правительством Третьего Рейха: например, в 1934 году она работала с Мис Ван дер Роэ на выставке «Немецкий народ, немецкий труд» нем. Deutsches Volk-deutsche Arbeit в Берлине, организованной по указанию партии и отвечала за часть, посвященную стеклу.
С 1936 по 1938 год она участвовала в нескольких выставках в сотрудничестве с промышленным дизайнером Вильгельмом Вагенфельдом в Лейпциге, Берлине и Париже.

### 40-е годы: война и возрождение Веркбунда
В 1938 году Мис Ван дер Роэ эмигрирует в США, она навещала его в сентябре 1939 года, но не осталась, вернувшись в Берлин, и продолжила работать над созданием мебели и оформлением интерьеров, но её карьера страдает от общего отношения к труду женщин — в нацистском режиме женское предназначение — это быть матерями-домохозяйками, мало участвующими в общественной и творческой жизни. Во время Второй мировой войны она взяла на себя ответственность за сохранение и охрану архивов Мис Ван дер Роэ. В 1943 году его студия была разрушена при бомбежке, и её отправили в организацию принудительного труда, где она оставалась до 1945 года. После освобождения в конце войны она преподавала в Берлинском университете искусств и активно участвовала в возрождении Веркбунда, но умерла после болезни в Берлине в декабре 1947 года до его официального восстановления в 1950 году.

### Позднее признание
На протяжении большей части XX века роль Лилли и её влияние на творения Мис Ван дер Роэ было скрыто и неизвестно.  Хотя он не создал никаких значительных предметов мебели ни до, ни после периода их совместной работы.
Первая выставка, полностью посвященная ей, была организована только в 1996 году, почти через пятьдесят лет после смерти, в Музее современного искусства в Нью-Йорке.